# Lucha Libre World Cup (2023)
Lucha Libre World Cup 2023 fue un torneo de lucha libre profesional de la cuarta edición, es organizado por la empresa mexicana Lucha Libre AAA Worldwide (AAA). Tuvo lugar el 19 de marzo de 2023 desde el Estadio de Béisbol Charros de Jalisco en Zapopan, Jalisco. El torneo incluirá varios equipos de tres luchadores, referidos como tríos en la lucha libre mexicana, dos de los cuales representarán a la AAA, Nación Lucha Libre y otro equipo ajeno a la AAA representará a México y también tendrán representación Impact Wrestling, National Wrestling Alliance, All Elite Wrestling, Ring of Honor, Dragon Gate, Oz Academy y Qatar Pro Wrestling, así como un "equipo internacional". El torneo se anunció originalmente como "Copa Victoria", pero más tarde fue renombrado como "Lucha Libre World Cup".

## Mecánica
El vicepresidente de AAA Dorian Roldán explicó en un vídeo subido al perfil oficial de YouTube de la compañía que los combates estarían estructurados en cuartos de final, semifinales y final, más un enfrentamiento extra para determinar al tercer clasificado. Serán combates por parejas con una duración máxima de 15 minutos. En caso de expirar el tiempo sin que se determine un grupo ganador, cada equipo seleccionará un miembro y un elegido elegidos se enfrentarán en una muerte súbita de 10 minutos, que se continuará repitiendo con distintos luchadores si continúa sin haber ganador.

## Equipos participantes

### Masculinos
| Equipo          | Miembros                               |
| --------------- | -------------------------------------- |
| Dream Team      | Alberto El Patrón (NLL)                |
| Dream Team      | El Hijo del Vikingo (AAA)              |
| Dream Team      | Psycho Clown (AAA)                     |
| México          | Laredo Kid (AAA, México)               |
| México          | Pentagón Jr. (AAA/AEW, México)         |
| México          | Taurus (AAA, México)                   |
| Estados Unidos  | Christopher Daniels (AEW)              |
| Estados Unidos  | Johnny Caballero (AAA)                 |
| Estados Unidos  | Sam Adonis (AAA)                       |
| Canadá          | Josh Alexander (IW)                    |
| Canadá          | PCO (IW)                               |
| Canadá          | Vampiro (AAA)                          |
| Japón           | Kuukai (Independiente)                 |
| Japón           | La Estrella (Dragon Gate)              |
| Japón           | Takuma Nishikawa (Dragon Gate)         |
| Latinoamérica   | Carlito (NLL, Puerto Rico)             |
| Latinoamérica   | Hip Hop Man (Independiente, Argentina) |
| Latinoamérica   | Zumbi (Independiente, Brasil)          |
| Europa          | Heddi Karaoui (Independiente, Francia) |
| Europa          | Joe Hendry (IW, Escocia)               |
| Europa          | Thom Latimer (NWA, Reino Unido)        |
| Resto del Mundo | Bhupinder Gujjar (IW, India)           |
| Resto del Mundo | Classy Ali (QPW, Catar)                |
| Resto del Mundo | Rage (QPW, Catar)                      |

### Femeninos
| Equipo          | Miembros                             |
| --------------- | ------------------------------------ |
| México          | Flammer (AAA, México)                |
| México          | La Hiedra (AAA, México)              |
| México          | Sexy Star II (AAA, México)           |
| Estados Unidos  | Deonna Purrazzo (IW, Estados Unidos) |
| Estados Unidos  | Jordynne Grace (IW, Estados Unidos)  |
| Estados Unidos  | Kamille (NWA, Estados Unidos)        |
| Japón           | Akino (Oz, Japón)                    |
| Japón           | Emi Sakura (AEW, Japón)              |
| Japón           | Mayumi Ozaki (Oz, Japón)             |
| Resto del Mundo | Dalys (AAA, Panamá) *                |
| Resto del Mundo | Natalia Markova (NWA, Rusia)         |
| Resto del Mundo | Taya Valkyrie (AAA/AEW, Canadá)      |

- Originalmente la brasileña Christi Jaynes participaría en el equipo femenino del Resto del Mundo, pero por asuntos personales, la panameña Dalys tomo su lugar.

## Resultados

### Torneo masculino por la Lucha Libre World Cup
El Torneo tuvo el siguiente desarrollo:
|  | Cuartos de final                                                    | Cuartos de final |                |  | Semifinales | Semifinales    |  |  | Final | Final |  |
|  |                                                                     |                  |                |  |             |                |  |  |       |       |  |
|  |                                                                     |                  |                |  |             |                |  |  |       |       |  |
|  | Team Dream (Alberto El Patrón, El Hijo del Vikingo & Psycho Clown)  |                  |                |  |             |                |  |  |       |       |  |
|  |                                                                     |                  |                |  |             |                |  |  |       |       |  |
|  | Latinoamérica (Carlito, Hip Hop Man & Zumbi)                        |                  |                |  |             |                |  |  |       |       |  |
|  |                                                                     | Team Dream       |                |  |             |                |  |  |       |       |  |
|  |                                                                     |                  |                |  |             |                |  |  |       |       |  |
|  |                                                                     |                  | Estados Unidos |  |             |                |  |  |       |       |  |
|  | Estados Unidos (Christopher Daniels, Johnny Caballero & Sam Adonis) |                  |                |  |             |                |  |  |       |       |  |
|  |                                                                     |                  |                |  |             |                |  |  |       |       |  |
|  | Japón (Kuukai, La Estrella & Takuma Nishikawa)                      |                  |                |  |             |                |  |  |       |       |  |
|  |                                                                     |                  |                |  |             | Estados Unidos |  |  |       |       |  |
|  |                                                                     |                  |                |  |             |                |  |  |       |       |  |
|  |                                                                     |                  | México         |  |             |                |  |  |       |       |  |
|  | México (Laredo Kid, Pentagón Jr. & Taurus)                          |                  |                |  |             |                |  |  |       |       |  |
|  |                                                                     |                  |                |  |             |                |  |  |       |       |  |
|  | Resto del Mundo (Bhupinder Gujjar, Classy Ali & Rage)               |                  |                |  |             |                |  |  |       |       |  |
|  |                                                                     | México           |                |  |             |                |  |  |       |       |  |
|  |                                                                     |                  |                |  |             |                |  |  |       |       |  |
|  |                                                                     |                  | Europa         |  |             |                |  |  |       |       |  |
|  | Canadá (Josh Alexander, PCO & Vampiro)                              |                  |                |  |             |                |  |  |       |       |  |
|  |                                                                     |                  |                |  |             |                |  |  |       |       |  |
|  | Europa                                                              |                  |                |  |             |                |  |  |       |       |  |
|  |                                                                     |                  |                |  |             |                |  |  |       |       |  |
|  |                                                                     |                  |                |  |             |                |  |  |       |       |  |

### Torneo femenino por la Lucha Libre World Cup
El Torneo tuvo el siguiente desarrollo:
|  | Primera ronda   | Primera ronda |                |  | Final | Final |  |
|  |                 |               |                |  |       |       |  |
|  |                 |               |                |  |       |       |  |
|  | México          |               |                |  |       |       |  |
|  |                 |               |                |  |       |       |  |
|  | Japón           |               |                |  |       |       |  |
|  |                 | México        |                |  |       |       |  |
|  |                 |               |                |  |       |       |  |
|  |                 |               | Estados Unidos |  |       |       |  |
|  | Estados Unidos  |               |                |  |       |       |  |
|  |                 |               |                |  |       |       |  |
|  | Resto del Mundo |               |                |  |       |       |  |
|  |                 |               |                |  |       |       |  |
|  |                 |               |                |  |       |       |  |